# 马莱娜·赫尔格
马莱娜·赫尔格（Malene Helgø，1999年8月26日—），挪威女子网球运动员。
赫尔格在ITF女子巡回赛有6个单打和7个双打冠军。她为挪威比利·简·金杯代表队参赛，目前战绩为26胜13负。她首次参加WTA巡回赛是在2023年联合杯，在2023年和2024年的该赛事中都是挪威头号男女单选手。